# Feminism & Psychology
Feminism & Psychology (дословно — «Феминизм и психология») — ежеквартальный рецензируемый академический журнал, освещающий феминистскую теорию и практику в психологии. Он был основан в 1991 году и издаётся издательством SAGE Publishing.

## Индексирование
Журнал индексируется в Scopus и Индексе цитирования по общественным наукам. Согласно Journal Citation Reports, в 2015 году импакт-фактор журнала составил 3,377, что позволило ему занять 53-е место из 129 журналов в категории «Мультидисциплинарная психология» и 11-е место из 40 журналов в категории «Женские исследования». Импакт-фактор журнала в 2022 году составил 3,377.

## Редакторы
- Катриона Ида Маклауд[англ.] (2013–наст. время)[4]